# ميهاي دينا
ميهاي دينا (بالرومانية: Mihai Dina)‏ (15 سبتمبر 1985 بكرايوفا في رومانيا - ) هو لاعب كرة قدم روماني في مركز الوسط. لعب مع أريس ليماسول وأيل ليماسول وغيور تورنا أوزتالي ونادي بترولول بلويشتي ويونيفرسيتاتيا كرايوفا وSCM Râmnicu Vâlcea ‏ وكونكورديا كياجنا وOthellos Athienou FC ‏ ونادي ميوفيني ‏ وCS Sportul Snagov ‏ وبولي تيميشوارا ‏ وFC Caracal (2004) ‏.

## وصلات خارجية
- ميهاي دينا على موقع قاعدة بيانات كرة القدم.إي يو (الإنجليزية)
- ميهاي دينا على موقع Soccerway.com (الإنجليزية)